# Ambroise Verschaffelt

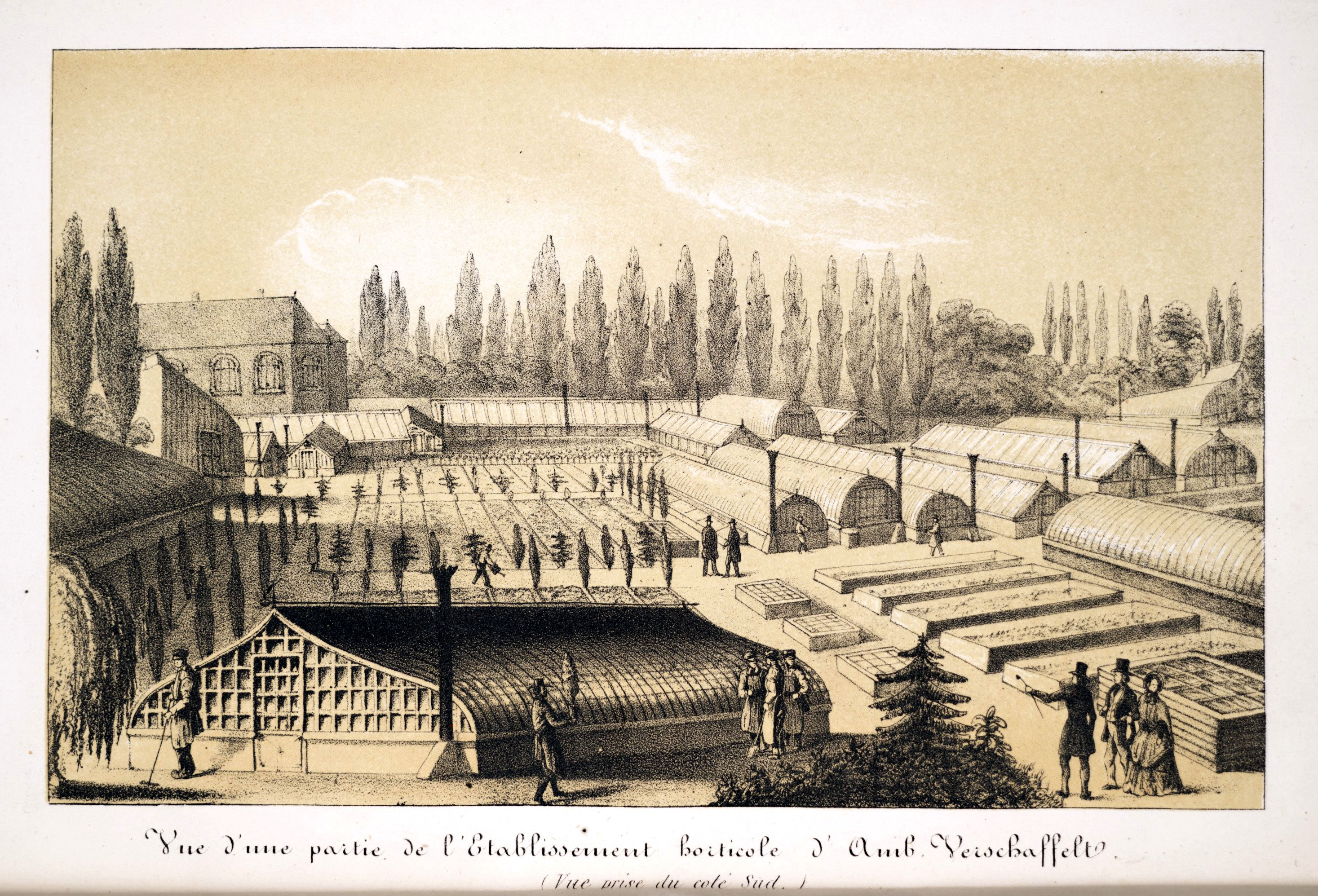
Verschaffelts Gärtnerei in Gent. In zwei der 30 Gewächshäuser wuchsen Sukkulenten.

Ambroise Colette Alexandre Verschaffelt (* 11. Dezember 1825 in Gent; † 16. Mai 1886 ebenda) war ein belgischer Gärtner. Das gartenbauliche Hauptarbeitsgebiet seiner Familie waren die Kamelien. Sein offizielles botanisches Autorenkürzel lautet „Verschaff.“

## Leben und Wirken
Verschaffelt führte ab 1850 die von seinem Großvater Pierre Antoine Verschaffelt gegründete und seinem Vater Alexandre Jacques Verschaffelt fortgeführte große Gärtnerei in der Rue du Chaume in Gent, die er 1869 an Jean Linden aus Brüssel verkaufte.
Verschaffelt begründete 1854 die Gartenbauzeitschrift L’Illustration horticole in Gent. Er führte zahlreiche neue Kamelien-Arten und -Sorten in den Handel ein.
Der Familienbetrieb Verschaffelt gab zwischen 1848 und 1860 die Nouvelle Iconographie des Camellias heraus, die mit ihren zahlreichen Abbildungen Lorenzo Berlèses Buch Iconographie du genre Camellia fortsetzte.
Verschaffelt starb in seinem Haus in der Chaussee de Courtrai Nr. 98. Er litt vermutlich an Zungenkrebs.

## Ehrungen
Verschaffelt war Träger des belgischen Leopoldsorden, des Croix-Civique und des Orden von St. Maurice und Lazare, der französischen Ehrenlegion, des russischen Ordens der Heiligen Anna, des osmanischen Mecidiye-Ordens, des Ritterkreuzes I. Klasse des württembergischen Friedrichs-Ordens, des Ritterkreuzes I. Klasse des badischen Ordens vom Zähringer Löwen, des Ordens Adolphs von Nassau, des Großherzogs von Hessen und des Herzogs von Nassau und Oldenburg.
Hermann Wendland benannte ihm zu Ehren die Palmengattung Verschaffeltia.  Er wurde mit der Benennung von Pflanzenarten und -sorten geehrt, darunter als weit verbreitete der Schiefteller ‘Ambroise Verschaffelt’ und – dem Brauch der Zeit folgend – mit der zu Ehren seiner Frau benannten Kamelie ‘Madame Ambroise Verschaffelt’.

## Kataloge (Auswahl)
- Catalogue des plantes nouvelles. Nr. 81, E. & S. Gyselynck, Gent 1867.
- Catalogue des plantes nouvelles. Nr. 83, E. & S. Gyselynck, Gent 1868.
- Catalogue des plantes nouvelles. Nr. 84, E. & S. Gyselynck, Gent 1869.